# جورن شوینکندورف
جورن شوینکندورف (انگلیسی: Jörn Schwinkendorf؛ زادهٔ ۲۷ ژانویهٔ ۱۹۷۱) بازیکن فوتبال اهل آلمان است.
از باشگاه‌هایی که در آن بازی کرده‌است می‌توان به باشگاه فوتبال تسویکاو، باشگاه فوتبال کاردیف سیتی، باشگاه فوتبال فورتونا دوسلدورف، باشگاه فوتبال فرایبورگ، باشگاه فوتبال زاربروکن، باشگاه فوتبال سن پائولی، و باشگاه فوتبال اسنابروک اشاره کرد.